# بیک-اوساک
بیک-اوساک (انگلیسی: Bik-Usak) یک شهرک در شهرستان بلاگووارسکی باشقیرستان کشور روسیه است.